# The Power (film)
Pour les articles homonymes, voir The Power.
Pour plus de détails, voir Fiche technique et Distribution.
The Power (litt. « Le pouvoir ») est un film d'horreur britannique écrit et réalisé par Corinna Faith, sorti en 2021.
Il s'agit du premier long métrage de la réalisatrice.

## Synopsis
En 1974, à Londres, une jeune infirmière en stagiaire à l'East London Royal Infirmary où elle passe sa première nuit, seule, avec sa lampe à pétrole : les lumières sont en panne à cause de la grève des mineurs. Elle découvre que l'hôpital est hantée par une force surnaturelle, traumatisée par son passé, qui semble y avoir grandi dans un orphelinat.

## Fiche technique
Sauf indication contraire, les informations mentionnées dans cette section peuvent être confirmées par la base de données cinématographiques IMDb,  présente dans la section « Liens externes ».
- Titre original : The Power
- Réalisation et scénario : Corinna Faith
- Musique : Elizabeth Bernholz et Max De Wardener
- Direction artistique : Katherine Black et May Davies
- Décors : Francesca Massariol
- Costumes : Holly Smart
- Photographie : Laura Bellingham
- Montage : Tommy Boulding et Rebecca Lloyd
- Production : Rob Watson et Matthew James Wilkinson
- Coproduction : Ross Williams
- Production déléguée : Will Clarke, Lizzie Francke, Phil Hunt, Andy Mayson, Compton Ross et Mike Runagall
- Production associée : Tom Harberd, Elliot Ross et Fenella Ross
- Sociétés de production : British Film Institute (BFI), Stigma Films et Air Street Films[3] ; Head Gear Films, Kreo Films FZ et Metrol Technology (coproductions)
- Sociétés de distribution : Shudder[2] (Royaume-Uni) ; Alba Films (France)
- Pays de production :  Royaume-Uni
- Langue originale : anglais
- Format : couleur — 2,35:1
- Genre : horreur ; drame, énigme, fantastique, thriller
- Durée : 92 minutes
- Dates de sortie :
  - Royaume-Uni : 8 avril 2021 (VAD)
  - France : 16 février 2022

## Distribution
- Rose Williams (VFB : Helena Coppejans) : Val
- Emma Rigby (VFB : Melissa Windal) : Babs
- Charlie Carrick (VFB : Sébastien Hébrant) : Dr Franklin
- Paul Antony-Barber : le chef
- Gbemisola Ikumelo : l'aide-soignante
- Clara Read : Gail
- Diveen Henry : l'infirmière en chef
- Robert Goodman : le concierge

## Production
Le tournage a lieu à l'ancien hôpital psychiatrique de Goodmayes (en) dans le borough londonien de Redbridge.

### Documentation
- Dossier de presse The Power